# Einstein@Home
Einstein@Home és un projecte de computació distribuïda que utilitza la plataforma del Berkeley Open Infrastructure for Network Computing (BOINC). Aquest projecte cerca ones gravitacionals i púlsars desconeguts.
Einstein@Home va sortir de l'Any Internacional de la Física del 2005, i ha format part de l'Any Internacional d'Astronomia 2009. El projecte té com a objectiu la cerca ones gravitatòries provinents d'estrelles de neutrons utilitzant dades extretes del detector d'ones gravitatòries LIGO, situat a Itàlia per confirmar la teoria d'Albert Einstein, segons la qual l'univers està ple d'ones gravitatòries, produïdes pels moviments d'objectes molt pesants com forats negres i estrelles molt denses, que modifiquen l'espai i el temps.
També cerca ràdio púlsars en estrelles binàries, utilitzant dades de l'Observatori d'Areceibo, situat a Puerto Rico.

## Descobriments
L'11 de juliol de 2010 va ser descobert el primer Ràdio Púlsar. El nom d'aquest primer Púlsar descobert pel projecte Einstein@Home és PSR J2007+2722. Es tracta d'un Púlsar aïllat, a 17.000 anys llum de la Terra, segurament de tipus Disrupted Recycled Pulsar (DRP) i amb una freqüència de 40.8 Hz. És, per tant, el DRP més rapid descobert fins ara.
Els voluntaris els ordinadors dels quals van trobar el púlsar són Chris i Helen Colvin, d'Iowa, EUA i Daniel Gebhardt, de la Universitaet Mainz, de Mainz, Alemanya.